# Adriel
Adriel, rebanho de Deus, o filho de Barzillai, o Meolatita, a quem o Rei Saul deu sua filha, Merabe em casamento (1 Sam. 18:19). Os cinco filhos originários dessa união foram mortos postos para a morte pelo gibeonitas (2 Sam. 21:8, 9). Aqui é dito que Miguel trouxe esses cinco filhos, de qualquer modo ela os tratou como se fosse a mãe verdadeira deles, ou deveríamos ler Merabe ao invés de Miguel, como em  1 Sam. 18:19).
Em 2 Samuel 21:8 afirma-se que Mical, filha de Saul, teve 5 filhos com Adriel, filho de Barzillai. Entretanto em algumas traduções, ao invés de Mical, diz-se Merabe. Merabe era a filha mais velha de Saul, inicialmente prometida a Davi, mas dada como esposa a Adriel o Meolatita. Devido as discrepâncias que coloca Mical como esposa de Adriel no lugar de Merabe, como primeiramente dita em Samuel I, muitos estudiosos acreditam que isso seja um erro do antigo copista, que deveria ter lido Merabe em Samuel II 21:8 